# ایگوآنای زمینی برینگتون
ایگوآنای زمینی برینگتون (نام علمی: Conolophus pallidus) نام یک گونه از سرده ایگوآناهای زمینی گالاپاگوس است.